# اضطراب النمو العصبي
اضطرابات النمو العصبي هو ضعف النمو وتطور الدماغ أو الجهاز العصبي المركزي. يشير هذا المصطلح باختصار إلى اضطراب في وظيفة الدماغ التي تؤثر على العاطفة، القدرة على التعلم، وضبط النفس والذاكرة والتي تكشف عن نمو الفرد.

## الأنواع
اضطرابات النمو العصبي هي اختلال في نمو وتطور المخ الجهاز والعصبي المركزي كليهما أو أحدهما دون الآخر. يشير الاستخدام الأضيق للمصطلح إلى اضطراب في وظائف المخ يتضح مع نمو الفرد وتطوره، وهو يؤثر على العاطفة والذاكرة والقدرة على التعلم والتحكم في الذات.
تشمل الاضطرابات النمائية العصبية المعروفة حاليًا والمأخوذة بعين الاعتبار و/أو المعترف بها على هذا النحو:
1. الإعاقة الذهنية (آي دي) أو الإعاقة الذهنية والنمائية (آي دي دي)، والتي كانت تُسمى سابقًا بالتخلف العقلي.
2. اضطرابات عجز تعلم معينة مثل عسر القراءة أو عسر الحساب.
3. اضطرابات طيف التوحد مثل متلازمة أسبرجر أو اضطراب التوحد.
4. الاضطرابات الحركية، وتشمل خلل الأداء التنموي واضطراب الحركة النمطية.
5. اضطرابات التشنج اللاإرادي، وتشمل متلازمة توريت.
6. إصابات الدماغ الرضية (بما في ذلك الإصابات الخلقية كتلك التي تسبب الشلل الدماغي).[4]
7. اضطرابات التواصل والكلام واللغة.
8. الاضطرابات الوراثية، مثل متلازمة الكروموسوم إكس الهش، ومتلازمة داون،[5] واضطراب نقص الانتباه مع فرط النشاط، والفصام، واضطراب الشخصية الفصامي النوع، إضافة إلى متلازمات قصور الغدد التناسلية.[6]
9. الاضطرابات الناجمة عن المواد السامة العصبية، مثل متلازمة طيف الكحول الجنينية، وداء ميناماتا الناجم عن الزئبق، بالإضافة إلى الاضطرابات السلوكية التي تشمل اضطراب المسلك وأمراض أخرى، والتي تنجم عن المعادن الثقيلة مثل الرصاص والكروم والبلاتين وغيرها، إضافة إلى الهيدروكربونات مثل الديوكسين وثنائي الفينيل متعدد الكلور وإثيرات ثنائي الفينيل متعدد البروم والأدوية والمخدرات الغير القانونية كالكوكايين وغيره.

## الآثار
تمددت العديد من الاضطرابات النمائية العصبية لتشمل مدى واسعًا من درجات شدتها ومجموعة واسعة من الأعراض المرتبطة بها، ما يترتب عليه درجات مختلفة من الأضرار النفسية والعاطفية والجسدية والاقتصادية للأفراد، وبالتالي الأسر والفئات الاجتماعية والمجتمع بأكمله.

## الأسباب
عملية تطوير الجهاز العصبي هي عملية موقوتة ومنظمة بإحكام إذ إنها تتأثر بكل من البيئة والبرامج الوراثية، أي انحراف كبير عن المسار الطبيعي للنمو في وقت مبكر من حياة الفرد بإمكانه أن يؤدي إلى فقدان أو خلل في البنية العصبية أو الاتصال العصبي. هنالك العديد من الأسباب المحتملة لحدوث اضطرابات نمو عصبي نظرًا للتعقيد الزماني والمكاني لمسار النمو الطبيعي، وقد تؤثر على مناطق مختلفة من الجهاز العصبي في أوقات وأعمار مختلفة. تتراوح المسببات بين الحرمان الاجتماعي، والأمراض الوراثية، واضطرابات المناعة، والعوامل الغذائية، واضطرابات الأيض، والأمراض المعدية، والصدمات الجسدية، إضافة إلى العوامل البيئية والعوامل السامة.
تُعد بعض اضطرابات النمو العصبي كمرض التوحد وغيره من الاضطرابات النمائية الشاملة متلازمات متعددة العوامل لها أسباب عديدة تتلاقى كعوارض اضطراب نمو عصبي محددة أكثر.
يتسبب الحرمان من الرعاية الاجتماعية والعاطفية في تأخيرات شديدة في الدماغ والتطور المعرفي. كشفت الدراسات التي أجريت على أطفال نشأوا في دور أيتام رومانية خلال فترة حكم نيكولاي تشاوتشيسكو عن آثار عميقة واقعة على الدماغ النامي بسبب الحرمان الاجتماعي والحرمان من اللغة. تعتمد هذه الآثار على الوقت، فكلما زادت الفترة التي يقضيها الأطفال في رعاية مؤسسية مهملة، كلما زادت العواقب. على نقيض ذلك، خفف التبني في سن مبكرة من بعض الآثار المترتبة على إضفاء الطابع المؤسسي المبكر (علم النفس اللا قياسي).